# Ik (Káma)
Az Ik (orosz nyelven Ик, baskir nyelven Ыҡ, tatár nyelven Ык, Iq) folyó Oroszország európai részén, a Baskíriában és Tatárföldön; a Káma bal oldali mellékfolyója.

## Földrajz
Hossza: 571 km, vízgyűjtő területe: 18 000 km², évi közepes vízhozama (Nagajbakovo falunál): 45,5 m³/sec.
Baskíria nyugati részén, a Bugulma–Belebeji-hátságon ered, Belebejtől kb. 25 km-re délre. Kezdetben délnyugat felé folyik, azután éles kanyarulattal északkeletre fordul. A Bugulma–Belebeji-hátság térségében folyik végig észak felé. Egy rövidebb szakaszon Baskíria és az Orenburgi terület határán folyik, majd jóval hosszabb szakaszon a folyó képezi határ Tatárföld és Baskíria között. Tatárföldön, az Alsó-Kámai-víztározóba torkollik. A torkolattól 100 km-ig hajózható.
Esése a forrástól a torkolatig 282 m. November második felétől április közepéig befagy.
Leghosszabb, jobb oldali mellékfolyója az Uszeny (147 km). Korábbi jelentős bal oldali mellékfolyója, a Menzelja ma már nem az Ikbe, hanem a Nyizsnyekamszki-víztározóba ömlik.
Az egykori erdős sztyepp és sztyepp vidékének legnagyobb részét felszántották. A folyón több mint tíz duzzasztógát épült a vízellátás biztosítására.
Városok a folyó mentén:
- a jobb parton, Baskíriában Oktyabrszkij (kb. 110 000 fő);
- a bal parton a Tatárföldhöz tartozó Menzelinkszk (kb. 17 000 fő).

Az Ik vízgyűjtő területén jelentős olajlelőhelyek vannak, közülük többnél állandó kitermelés folyik.